# Клиорин, Александр Ильич
Алекса́ндр Ильи́ч Клио́рин (1 января 1924, Орёл — 13 марта 2022, Санкт-Петербург) — советский (российский) педиатр, профессор, начальник кафедры детских болезней Военно-медицинской академии имени С. М. Кирова; Главный специалист-педиатр Министерства обороны СССР; председатель правления Общества детских врачей Ленинграда (Санкт-Петербурга) (1974—1995 гг); Генерал-майор медицинской службы, участник Великой Отечественной войны.

## Биография
Родился в Орле, в семье известного в городе дерматовенеролога и общественного деятеля, Заслуженного врача РСФСР Ильи Иосифовича Клиорина (1877—1952) и его жены Марии Андреевны ур. Серебряковой (1893—1970), принадлежащей к одному из дворянских родов Серебряковых.
В молодые годы Илья Иосифович успел поучаствовать врачом сначала в Русско-японской, затем в Первой мировой войнах. В Гражданскую войну он был начальником полевого военно-санитарного поезда. Позже, в 20-х годах прошлого века, И. И. Клиорин оказался у истоков организации дерматовенерологической службы Орла, где его помнят, в частности, как первого, кто объяснил, что симметричность поражения кожи при сифилитической лейкодерме является следствием заинтересованности нервной системы.
С 1932 года А. И. Клиорину посчастливилось учиться в самой престижной в Орле средней школе № 1, которая с 1923 года носила имя М. В. Ломоносова. Основанная на месте бывшей Николаевской женской гимназии, она ещё долго сохраняла лучшие черты классической российской школы.
К началу Великой Отечественной войны Александр Ильич успел закончить 9-й класс. Уже в первые дни войны в соответствии с директивой Совнаркома СССР от 23 июня 1941 года «О мероприятиях по борьбе с парашютными десантами и диверсантами противника в прифронтовой полосе» в Орле преимущественно из числа старшеклассников стали формироваться истребительные батальоны. В один из таких батальонов был зачислен 17-летний А. И. Клиорин. В задачу истребителей входили: борьба с парашютным десантом врага, охрана предприятий, сооружений и учреждений.
Политрук истребительного батальона П. В. Казанцев писал:

«Каждый боец был вооружен винтовкой (финского образца), 25 шт. патронов, двумя гранатами Р. Г. Д. и двумя лимонками, бутылками с зажигательной смесью для истребления танков … Ежедневно помимо несения службы по охране важнейших объектов нашего района в батальоне проводились строго по плану занятия по тактике и изучению материальной части: винтовки, гранаты, пулемета и др. вооружения. Проводились стрельбы по мишеням и макетам и метания гранат и бутылок с зажигательной смесью. Таким образом бойцы и командиры были хорошо подготовлены к боевой обстановке и отлично знали материальную часть… При налетах гитлеровской авиации бойцы истребительного батальона проявляли высокую дисциплину, стойкость, ими обезврежены сотни и тысячи зажигательных бомб, спасены от пожаров десятки ж.д. составов и охранялись объекты…»
Орёл был сдан 3.10.1941 г. практически без боя. Его судьба была предрешена ещё 30 сентября, когда немцами была прорвана оборона Брянского фронта. Накануне прихода немцев часть истребительных батальонов, в том числе и тот, в котором служил А. И. Клиорин, была расформирована, другие ушли в леса. За сутки до сдачи города семья выехала в эвакуацию.
10-й класс Александр Ильич окончил в Соликамске. Вопрос выбора профессии был давно решён, но шла война. Вдруг стало известно, что сравнительно недалеко, в Кирове объявлен набор в эвакуированную сюда из блокадного Ленинграда Военно-морскую медицинскую академию. Так А. И. Клиорин оказался курсантом 1-го курса этого, хотя и молодого, но уже прославившегося своими научно-педагогическим потенциалом медицинского вуза.
Несмотря на все невзгоды военного времени, учёба в Академии в городе Кирове полностью захватила юношу. Студентом второго курса, основываясь на изучении особенностей кровоснабжения надпочечников, он высказал идею о существенной роли гемодинамического механизма в регуляции функций этого, очевидно, очень значимого органа. По его мнению уровень гемодинамики в трех артериях, питающих надпочечники, мог зависеть от активности организма в целом, диафрагмы и почек. Со своей теорией регуляции деятельности надпочечников А. И. Клиорин познакомил известного физиолога, будущего академика В. Н. Черниговского. После всестороннего анализа Владимир Николаевич высоко оценил идею курсанта. К сожалению, детальной разработкой этой концепции ему заняться так и не пришлось. На старших курсах А. И. Клиорина увлекли проблемы клинической медицины.
Весной 1944 года, после полного снятия блокады Академия вернулась в Ленинград. В 1947 году Александр Ильич получил диплом о её успешном окончании и в числе пятерых выпускников был оставлен в адъюнктуре.

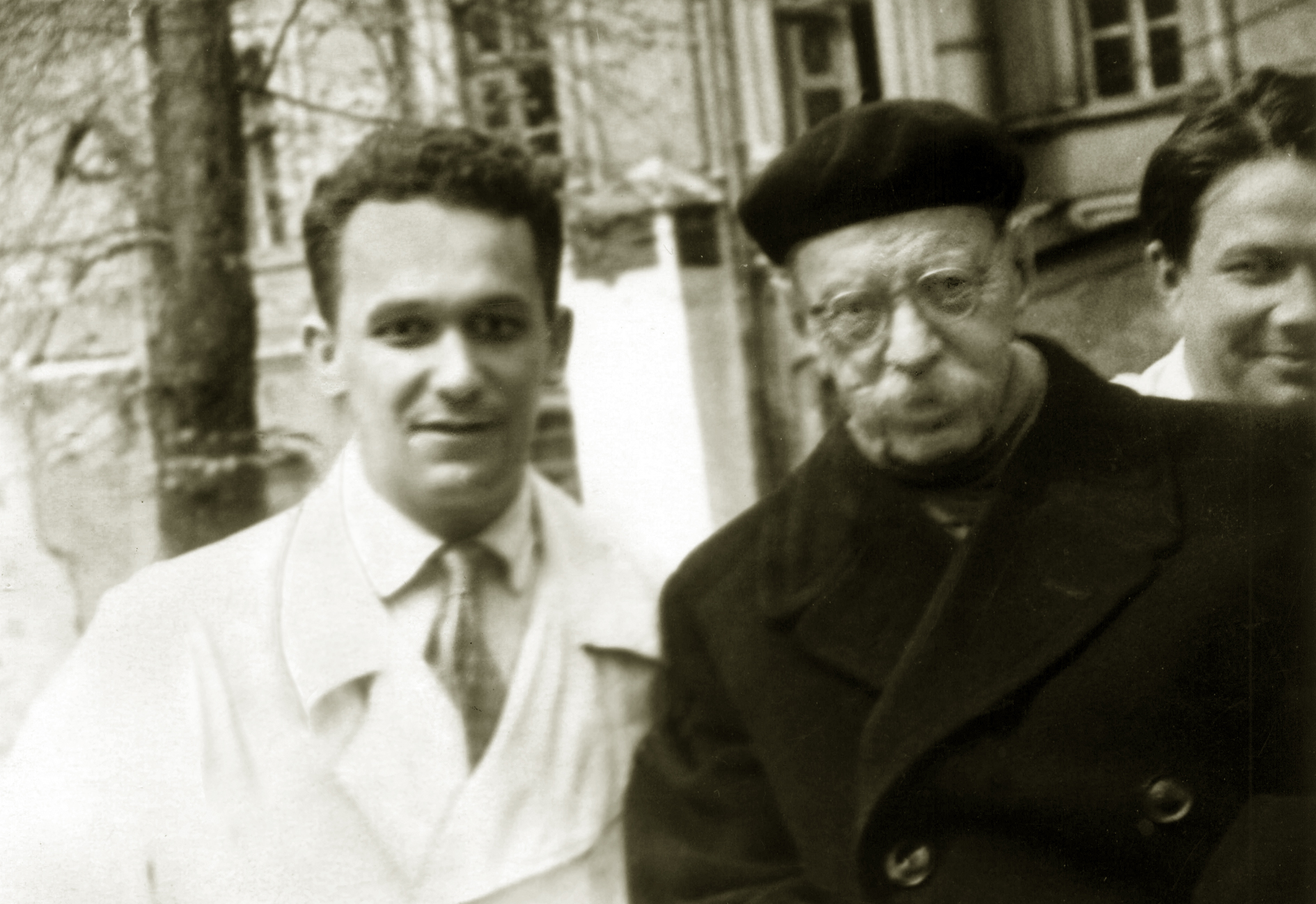
А. И. Клиорин с академиком М. С. Масловым за месяц до смерти учителя. Май 1961 г.

Ещё курсантом ВММА А. И. Клиорин увлекся педиатрией, поэтому выбор кафедры для дальнейшего совершенствования был давно определен. Руководил кафедрой крупный педиатр, основатель собственной медицинской школы академик АМН СССР, профессор Николай Иванович Красногорский. С этого момента дальнейшая судьба Александр Ильича так или иначе была связана с этим выдающимся ученым. После окончания адъюнктуры и защиты в 1950 году кандидатской диссертации «О физиологическом сне и его расстройствах у детей грудного возраста», А. И. Клиорин был оставлен на кафедре Н. И. Красногорского. Однако в 1956 году Военно-морская медицинская академия прекратила своё существование. Она была преобразована в военно-морской факультет Военно-медицинской академии имени Кирова. При этом часть кафедр была ликвидирована. Коснулось это и кафедры детских болезней Н. И. Красногорского, отдельные сотрудники которой, включая А. И. Клиорина, были переведены в состав одноименной кафедры Военно-медицинской академии. Так Александр Ильич оказался учеником другого знаменитого педиатра — академика АМН СССР, профессора Михаила Степановича Маслова.
Летом 1961 года скончались оба его учителя. В июне умер М. С. Маслов, а в августе — Н. И. Красногорский. А. И. Клиорин покинул кафедру и по приглашению директора Научно-исследовательского института педиатрии АМН СССР Митрофана Яковлевича Студеникина уехал в Москву заведовать научной лабораторией. Там же в 1967 году он защитил докторскую диссертацию: «Деятельность сигнальных систем здорового и больного ребёнка», работу над которой начал ещё в Ленинграде под руководством Н. И. Красногорского.
После защиты диссертации А. И. Клиорин продолжил работу в Научно-исследовательском институте физиологии детей и подростков АПН СССР академика АПН СССР Акопа Арташесовича Маркосяна, где возглавил одну из физиологических лабораторий.
В 1970 году в Ленинграде, после ухода на пенсию преемницы М. С. Маслова профессора Е. С. Малыжевой-Максименковой, освободилась должность начальника кафедры детских болезней Военно-медицинской академии. Предложение занять её и получил А. И. Клиорин. Как выяснилось, он пришёл сюда на долгих 18 лет.
С тех пор, как в 1869 году в Медико-хирургической академии была создана первая в России кафедра детских болезней, прошло ровно 100 лет. Быть единственной — легко, оставаться одним из лидеров в окружении большого числа других подобных коллективов, открытых за эти годы по всему Советскому Союзу — существенно труднее.

#### Сохранение и приумножение традиций

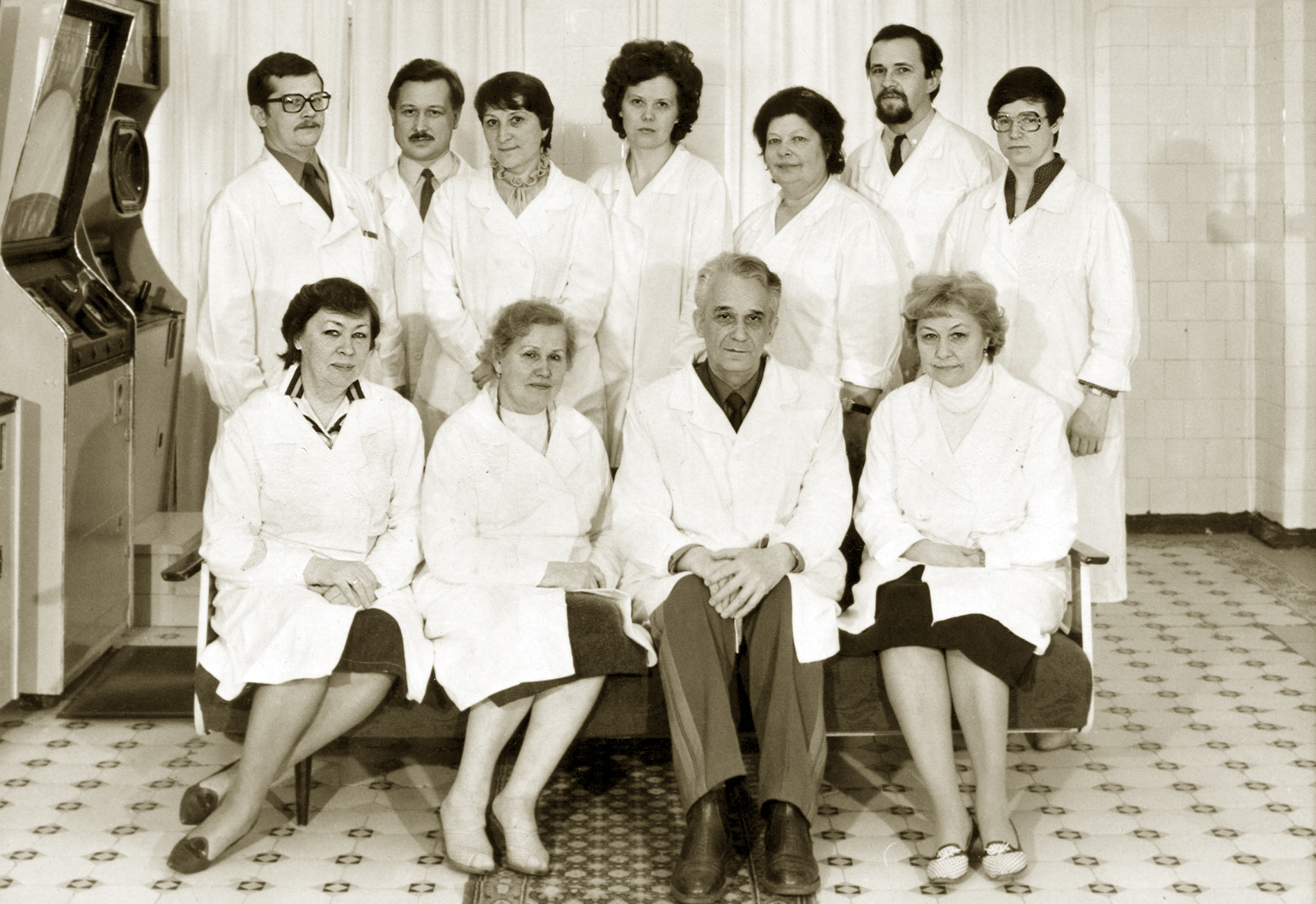
Профессор А. И. Клиорин среди сотрудников своей кафедры. 1987 г.

Лечебная работа клиники отражала принципы, сформулированные А. И. Клиориным в его публикациях:
- диагноз индивидуальной конституции человека — перспектива развития медицины
- этиологический и патогенетический диагноз — один из путей приближения к характеристике конституции пациента.
- необходимо расширение задач педиатрии и сближение их с задачами клиник взрослого человека.

В контексте отработанных методов М. С. Маслова и его предшественников ассимилировались самые современные лабораторные и инструментальные технологии. Так, впервые в Ленинграде в клинике А. И. Клиорина была внедрена эндоскопия у детей раннего возраста (первых месяцев жизни). Здесь был апробирован целый ряд уникальных биохимических методик, которые в 70-80 гг. выполнялись исключительно в лаборатории ВМА и лишь спустя годы распространились по детским клиникам города.
Среди новых приемов классической клинической диагностики, можно назвать такие, как:
метод «трехступенчатого» изучения анамнеза по мере получения результатов обследования, лечения ребёнка и формирование, таким образом, «окончательного анамнеза»;
- оценка соматотипа и психологического статуса ребёнка
- фиксирование при госпитализации ребёнка в истории болезни системы «признаков заболевания», как совокупности не только жалоб, но и других показателей, включая данные лабораторных и инструментальных исследований: формулирование признаков заболевания в соответствии с диагностическими позициями врача.
- построение анамнеза заболевания на основе характеристик динамики и взаимосвязи его признаков.

Не менее активно велись поиски на кафедре Детских болезней ВМА новых методологических подходов к обучению курсантов выбранной профессии. Кафедра была небольшой, и перед ней не стояло задачи по подготовке врачей-педиатров. Важно было найти своё место в системе образования будущих военных врачей:
- А. И. Клиорин оказался первым кто понял, что для эффективного преподавания клинических дисциплин, в том числе и педиатрии, необходимо активно влиять на мотивацию курсантов уже начиная с первого курса. В содружестве с кафедрой биологии он начал чтение лекций по генетики ещё не подготовленным в медицинском плане первокурсникам. Приложение классической генетики к конкретной педиатрической практике, проиллюстрированное демонстрациями МЗ и ДЗ близнецов, реальных больных, имело зримый педагогический эффект.

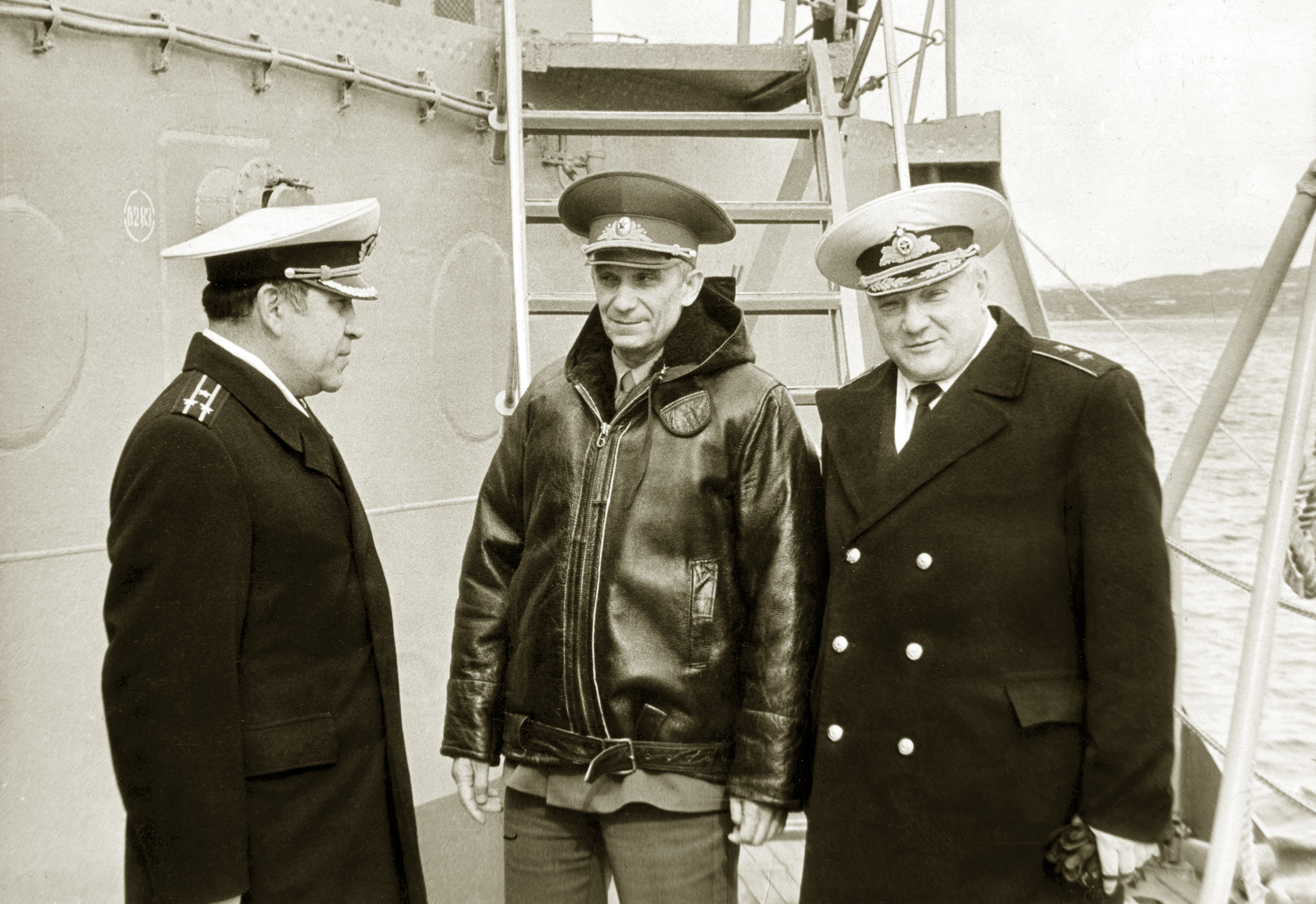
Во время инспекционной поездки. Североморск, 1980 г.

- Уже в рамках лекционного курса на своей кафедре, рассматривая особенности детского возраста и различные варианты отклонений в нормальном развитии ребёнка, Александр Ильич всегда стремился показать их влияние на физиологию и патологию взрослого человека. Тем самым, он вселял слушателям ту мысль, что полноценная характеристика взрослого пациента невозможна без детального анализа сведений о ранних этапах его жизни. Это было яркой иллюстрацией того, насколько знания педиатрии необходимы врачу любой специальности.
- Прекрасный эффект показала также апробация «передачи педагогических функций» предварительно хорошо подготовленному способному курсанту, в результате успешно проводящему практическое занятие в своей группе. Этот прием был апробирован А. И. Клиориным в 1958 году и вызвал такую оценку Михаила Степновича: «Курсант провел занятие лучше, чем некоторые наши ассистенты»

Возглавив кафедру, генерал-майор А. И. Клиорин был назначен на должность Главного специалиста-педиатра Министерства обороны СССР. Теперь, помимо повседневной научно-педагогической и лечебной работы он должен был регулярно выезжать в командировки для помощи в организации медицинской помощи детям в войсках. В свою очередь опыт, приобретаемый в армейских подразделениях, был необходим для совершенствования образовательного процесса.
Несмотря на то, что возрастной ценз, обязывал выйти в отставку по достижении 60-ти лет, А. И. Клиорин продолжал заведовать кафедрой вплоть до 1988 года. Но и после этого его творческая деятельность не только не прекратилась, но, по мнению коллег, существенно возросла.

## Семья
Жена: Нина Федоровна Ножнина — врач;
- Дочь: Татьяна Александровна Клиорина — врач-педиатр, КМН, доцент СПб СЗГМУ им И. И. Мечникова[6];

Жена: Галина Игоревна ур. Макаревич — профессор СПбГАСУ;
Брат: Иосиф Ильич Клиорин (1919—1998) — участник войны с Финляндией и Великой Отечественной войны, организатор орловского телевидения и глава областного архива.

## Вклад в педиатрическую науку и практику
- Верный традициям кафедры, А. И. Клиорин явился последовательным продолжателем физиологической направленности в изучении здорового и больного ребёнка. Им разработан ряд оригинальных методик, в том числе исследований высшей нервной деятельности человека.
- А. Н. Клиорин сохранил, а главное, творчески развил учение о конституции. Впервые обосновал понятие фармакологии конституциональных типов как самостоятельного направления фармакотерапии.
- Впервые применил системно-параметрический метод А. И. Уёмова в медицине, выделив «субстратно открытые» и «субстратно закрытые» системы организма.
- Ввел понятие экстраактивации. В процессе изучения ранних этапов онтогенеза определил периоды, когда та или иная система при своем созревании оказывается наиболее восприимчивой к различного вида внешним воздействиям. В эти периоды в соответствии с нормой реакции происходит уточнение индивидуальной программы развития (экстраактивация), а при воздействии чрезвычайных раздражителей — её нарушение.
- В этом контексте настойчиво популяризировал ту мысль, что проблемы здоровья взрослого человека своими корнями уходят в детство. Именно там, по мнению Александра Ильича, необходимо активно выявлять «слабые звенья» и своевременно их компенсировать. Так, например, убедительно показал, что профилактика атеросклероза должна начинаться в детском возрасте, а в основе такой формы дистрофии у детей раннего возраста, как ожирение, лежат те же механизмы, что и при старении.
- В 1974 году в связи с кончиной академика АМН СССР А. Ф. Тура, бессменным председателем Ленинградского общества детских врачей на долгие годы стал профессор А. И. Клиорин. Он оставался им даже после ухода в отставку, вплоть до 1995 года. В те же годы Александр Ильич являлся членом правления Всесоюзного общества медицинских генетиков и учредил Ленинградское отделение этого общества.
- А. И. Клиорин был организатор регулярных всесоюзных симпозиумов по проблемам конституции человека, а также тематических симпозиумов «Общие механизмы деятельности различных висцеральных систем» и «Проблемы атеросклероза в онтогенезе».
- Был одним из учредителей общества педиатрической гастроэнтерологии стран социалистического лагеря, заместителем руководителя Государственной (академической) программы «Изучение фундаментальных механизмов ассимиляции пищи у человека и высших животных для оптимизации питания здоровых и больных людей, поисков нетрадиционных источников питания, создания препаратов для профилактических и лечебных целей».
- На протяжении многих лет А. И. Клиорин был заместителем главного редактора журнала «Международные медицинские обзоры», член редакционной коллегии журнала «Terra medica», член редакционного совета журнала «Физиология человека».
- Под руководством профессора А. И. Клиорина подготовлено 19 диссертаций, в том числе — 3 докторских.

## Некоторые научные труды
За многие годы творчества Александром Ильичом Клиориным опубликовано более 300 научных работ. Список их продолжает пополняться. Ниже перечислена небольшая часть его трудов.

#### Авторефераты
- Клиорин А. И. О физиологическом сне и его расстройствах у детей грудного возраста. Автореф. дис. на соискание учен. степени кандидата мед. наук // Воен.-мор. мед. акад. — Л., 1950. — 16 с.
- Клиорин А. И. Деятельность сигнальных систем здорового и больного ребенка. Автореферат дис. на соискание учен. степени д-ра мед. наук // АМН СССР. Ин-т педиатрии. — М., 1967. — 31 с.

#### Вопросы педиатрии
- Клиорин А. И. Ожирение в детском возрасте. — Л.: Медицина. Ленингр. отд-ние, 1989. — 254 с. — (2-е изд., испр. и доп.).
- Клиорин А. И. Атеросклероз в детском возрасте. — Л.: Медицина. Ленингр. отд-ние, 1981. — 192 с.
- Клиорин А. И. Общие механизмы деятельности висцеральных систем организма, специализация и интеграция в медицине. // В кн.  Общие механизмы деятельности различных висцеральных систем. Симпозиум.. — Л.: ВМА, 1983. — 23-27 с.
- Превентивная кардиология. Руководство. // [коллектив авторов] под ред. Г.И. Косицкого. // Изд.2, перераб. и доп.. — 1987. — 512 с.
- Клиорин А. И., Платонова Т. Н. Отношение к своей болезни детей, страдающих ожирением // Вопр. охраны материнства и детства. — 1989, № 9. — 28-31 с.
- Клиорин А. И. Учение о ВНД, индивидуальная конституции, генетика и психиатрия. Всероссийская научно-практическая конференция Актуальные проблемы клинической, социальной и военной психиатрии. — СПб.: ВМА, 2005.
- Огарков П. И., Клиорин А. И., Иванников Ю. Г. Теоретические основы эпидемиологии инфекционных и неинфекционных болезней // Вестник российской военно-медицинской академии. — СПб.: ВМА, 2003, № 2. — 135-140 с.
- Клиорин А. И. Понятие нормы в развитии ребенка. // Вестн. АМН СССР.. — 1969, № 11. — 13-26 с.
- Клиорин А. И., Эристави В. Г. Значение антропологических исследований для изучения эндокринно обусловленных процессов роста и развития у детей. / В кн.: «Материалы Х научной конференции по возрастной морфологии, физиологии и биохимии. — М.: "Наука", 1971. — Т. 11, ч.1.
- Клиорин А. И., Эристави В. Г. Балльная методика оценки  полового созревания у мальчиков / В кн.: "Новые исследования в психологии и возрастной физиологии". — М., 1971. — Т. 2. — 151-155 с.
- Иванов В. А., Лаврова Е. А., Клиорин А. И., Наточин Ю. В. Функция почек у подростков при различных соматотипах и в зависимости от вида вскармливания. — Педиатрия, 1985, № 12. — 43-46 с.
- Клиорин А. И., Перфилетова П. Е., Попов Д. Т. Проблема холециститов в детском возрасте и развитие М.С.Масловым учения о реактивности организма. / Труды II Всероссийской конференции детских врачей. — М., 1963. — 194-201 с.
- Клиорин А. И. О некоторых особенностях развития нейроэндокринной регуляции гомеостаза у ребенка. / Система гомеостазиса в норме и патологии. — Л., 1971. — 34-35 с.
- Тиунов Л.А., Клиорин А. И., Колосова Т. С., Иванников Ю. Г., Ахматова М. А. О причинах различия содержания окиси углерода в выдыхаемом воздухе у человека. — Физиол. журнал СССР. — Т. LVIII № 11. — 1756-1760 с.
- Клиорин А. И., Березина Е. А. Нарушения мембранного пищеварения у детей при нагрузке лактозой. / Симпозиум Мембранное пищеварение. — Рига, 1973. — 21-22 с.
- Клиорин А. И., Уголев А. М. Мембранное пищеварение и энтеропатии недизентерийного происхождения. / Материалы к Х Всесоюзному съезду детских врачей. — 1974. — 437-438 с.
- Бондарчук А. Н., Вахарловский В. Г., Клиорин А. И., Мелючева Л. А.,Шавловский М. М. Яковкина Э. О., Нейфах С. А. Ранняя диагностика гепатолентикулярной дегенерации у детей. — Вопросы охраны материнства и детства, 1975 № 12. — 28-32 с.
- Клиорин А. И. Алексеева Н. Г., Шугайлова Н. М. Буферные свойства некоторых молочных продуктов и деятельность пищеварительного тракта ребенка грудного возраста. — Вопросы охраны материнства и детства, 1983 № 3. — 37-38 с.
- Сичко Ж.В., Клиорин А. И. О патогенезе и этиотропной терапии неврологических форм эпидемического паротита. — Военно-медицинский журнал, 1983 № 10. — 29-32 с.
- Клиорин А. И. К 100-летию со дня рождения М.С.Маслова (1885 - 1961). — Педиатрия, 1985 № 4. — 70-72 с.
- Клиорин А. И., Староверов Ю. Н. Влияние физической нагрузки на моторную функцию желудка здоровых детей и при некоторых заболеваниях пищеварительной системы. — Вопросы охраны материнства и детства, 1986 № 2. — 19-22 с.
- Клиорин А. И., Девяткина С. В. Особенности исследования действия радиоволн на детский организм. — Л.: Труды ВМА им. С.М.Кирова, 1975. — Т. 196.
- Баскакова Е. Г., Баскаков В. П., Клиорин А. И. Состояние и развитие детей, родившихся от матерей, больных генитальным эндометриозом. / Генитальный эндометриоз.. — Горький, 1980. — Т. 196. — 120-122 с.

#### Закономерности высшей нервной деятельности
- Клиорин А. И. Учение о высшей нервной деятельности ребенка в творчестве Н. И. Красногорского // Российский педиатрический журнал. — 2007 - № 6. — 36-40 с.
- Клиорин А. И. Об ученом и его творчестве // Физиол. журн. им. И. М. Сеченова. — 1992 - 78, № 8. — 198-204 с.
- Высшая нервная деятельность ребенка // [коллектив авторов]. — 1968. — (издание НИИ педиатрии АМН СССР).
- Клиорин А. И. Выносливость клеточных структур как характеристика, отличная от их силы. // В кн. Гистогенез и регенерация. Симпозиум.. — Л.: ВМА, 1986. — 37-45 с.
- Клиорин А. И. Учение о высшей нервной деятельности и современная наука (К столетию мадридской речи И.П.Павлова.) // Вестник российской военно-медицинской академии. — СПб.: ВМА, 2004. — 4-11 с.
- Клиорин А. И. Генетика, конституционология и медицина – перспективы дальнейшего синтеза: // Международные медицинские обзоры. — 1994. — Т. 2., 4. — 225-228 с.
- Клиорин А. И. Столетие теории относительности и некоторые особенности творческого процесса Альберта Эйнштейна // Вестник Санкт-Петербургской государственной медицинской академии. — СПб., 2006. — 194-200 с.
- Клиорин А. И., Алесандрович Н. Ж. Особенности нервно-психического развития детей первого года жизни, занимающихся плаванием // Педиатрия. — 1989, № 2. — 16-18 с.
- Клиорин А. И. Триумвират творцов отечественного нервизма. К 170-летию со дня рождения отца русской медицины Сергея Петровича Боткина. — «Terra Medica nova», 2003.
- Левин С. Л., Клиорин А. И. Новый вариант прибора для собирания секрета слюнных желез человека. — Бюллетень экспериментальной биологии и медицины, 1947 № 6. — 490-491 с.
- Клиорин А. И. О возбудимости околоушной слюнной железы у детей во время сна. — Труды ВММА, 1950. — Т. XXIX. — 224-226 с.
- Клиорин А. И. Об условном торможении и растормаживании у детей одним и тем же сигналом. — Труды ВММА, 1950. — Т. XXIV. — 278-281 с.
- Клиорин А. И. К методике двигательных условных рефлексов с речевым подкреплением. — Труды ВММА, 1956. — Т. LV. — 326-330 с.
- Клиорин А. И., Покровский А. М. Использование математической логики при конструировании автомата для исследований высшей нервной деятельности. — Труды ВМОЛА имени С.М.Кирова, 1959. — Т. 162. — 69-74 с.
- Клиорин А. И. Об экспериментальном изучении отражении болезни в речевой деятельности .ребенка. — ACNA PAEDIATRICA akademie scientiarum hungaricae, 1961 Fasc 3. — Т. 11. — 191-207 с.
- Клиорин А. И. Словесный эксперимент в детской клинике. / Проблемы педиатрии. — Л., 1962. — 88-96 с.
- Клиорин А. И. Исследования возрастных особенностей высшей нервной деятельности с помощью автоматического датчика раздражений. / Материалы первой всесоюзной конференции по электронной аппаратуре для исследований в области высшей нервной деятельности и нейрофизиологии. — Москва-Иваново, 1966. — 77-79 с.
- Клиорин А. И. Особенности взаимодействия двух сигнальных систем у детей дошкольного и школьного возраста по данным ассоциативного экспенимента. / Материалы III республиканской научно-практической конференции по физическому воспитанию детей и молодежи. — Москва-Ереван, 1967. — 88-93 с.
- Клиорин А. И. Физиология подростка. / Симпозиум: Особенности подросткового возраста. — М., 1969. — 3-13 с.
- Арифулин Н. Ф., Галунов В. И., Клиорин А. М., Коралева И. В. Особенности дихотического восприятия звуковых сигналов у детей с нормальной и избыточной массой тела. — Физиология человека, 1986 № 6. — 948-955 с.
- Клиорин А. И., Староверов Ю. Н. Особенности статокинетической функции вестибулярного аппарата и моторной деятельности желудка у детей с функциональными нарушениями пищеварения. — Физиология человека, 1988 № 1. — 20-25 с.

#### Конституция человека
- Клиорин А. И., Чтецов В. П. Биологические проблемы учения о конституциях человека. — Л.: Наука, 1979. — 164 с.
- Клиорин А. И., Тиунов Л. А. Функциональная неравнозначность эритроцитов // АН СССР. Науч. совет по комплексным проблемам физиологии человека и животных. — Л.: Наука, 1974. — 147 с.
- Клиорин А. И. Соматотипы и парадигма индивидуальных конституций. Развитие учения о конституциях человека в России во второй половине XX столетия // Физиол. журн. им. И.М. Сеченова. — 1986. — Т. 82, № 3. — 151-163 с.
- Клиорин А. И. Конституция человека // Terra medica. — 1996, № 4. — 4-9 с.
- Клиорин А. И. Учение о конституциях и индивидуальные особенности ребенка // Педиатрия. — 1985, № 12. — 60-63 с.
- Клиорин А. И., Суббота А. Г. Шаговая гармония и функции организма. // В кн. Гармония и дисгармония в медицине. — СПб., 2002, В. 1. — 22-32 с.
- Клиорин А. И.,  Наточин Ю. В., Тихонов В. В. Водовыделительная и осморегулирующая функция почек у детей с конституционально-экзогенным ожирением. — Физиология человека, 1986, №. 4. — Т. 14.
- Климов П. К., Клиорин А. И. Основные направления в изучении проблемы конституции. Тез. докл. к симпозиуму. «Проявления особенностей конституции в деятельности висцеральных систем». — Л., 1972.
- Клиорин А. И., Пуховская Н. В., Эристави В. Г. О соотношении процессов роста и полового созревания у детей. / Материалы IV межвузовской научной конференции физиологов и морфологов. — Ярославль, 1969. — 187-188 с.
- Клиорин А. И., Гальперин Ю. М. Проблемы акцелерации в педиатрии. — Педиатрия, 1969. — 7-11 с.
- Клиорин А. И., Матвеев И. И. Выявление детей с конституционально обусловленной гиперлипопротеинемией, как фактором риска раннего развития атеросклероза. — Педиатрия, 1978 № 11. — 32-35 с.
- Клиорин А. И. Типы конституции и желудочное пищеварение у детей. / Тезисы докладов 3-го билатерального симпозиума СССР-ЧССР. — Кишинев, 1981. — 55-58 с.
- Клиорин А. И. Проявления у ребенка предболезни взрослого человека. / Тезисы XVIII Всесоюзного съезда терапевтов 24 марта 1981 г. — М., 1981. — 63-65 с.
- Клиорин А. И. Предболезнь. — Патологическая физиология и экспериментальная терапия, 1986 № 4. — 75-77 с.
- Клиорин А. И., Алякринский В. В. Зрительное восприятие устрой речи нормально слышащими людьми различных соматических типов конституции. — Физиология человека, 1987 № 2. — Т. 13. — 207-217 с.

#### Вопросы наследственности
- Клиорин А. И., Суббота А. Г. Отделение размножения от секса. Размышления по поводу возможности клонирования млекопитающих // Terra medica. — 1986, № 3. — 45-48 с.
- Клиорин А. И. Генетика, конституционология и медицина – перспективы дальнейшего синтеза: Международные медицинские обзоры. — 1994. — Т. 2., 4. — 225-228 с.
- Клиорин А. И., Самойлов В. О., Дулатова Н. Х. Методика объективной оценки способности человека ощущать горький вкус фенилтиокарбамида // Физиология человека. — 1989 - 15, № 4. — 172-174 с.
- Дулатова Н. Х., Клиорин А. И., Самойлова В. О. и др. О связи конституционального теста - способности ощущать вкус фенилтиокарбамида - с состоянием системы циклических нуклеотидов // Физиология человека. — 1989 - 15, № 5. — 127-132 с.
- Клиорин А. И. Невесомость и её амниотическая имитация: перспективы космической педиатрии // Педиатрия. — 2009 - № 1. — Т. 87.
- Клиорин А. И., Кишковская Н. Ф. О наследовании аномального строения мочевыводящих путей. — Педиатрия, 1973 № 1.
- Клиорин А. И. Учение о конституциях человека и медицинская генетика. — Вестник АМН СССР, 1986 № 9/10. — 66-71 с.
- Клиорин А. И., Тверской А. А. Распространенность курения среди школьников. — Здравоохранение Российской федерации, 1986 № 7. — 33-35 с.
- Клиорин А. И., Могильный И. А., Лазарев М. В. К клинической картине семейной гиперхолестеринемии и ишемической болезни сердца в детском возрасте. — Педиатрия, 1986 № 8. — 64-66 с.
- Клиорин А. И., Иванов В. А. Адаптация детей к стационару. — Педиатрия, 1986 № 2. — 51-53 с.

#### Специфика обучения курсантов военных вузов
- Клиорин А. И. Значение оценки конституции человека в деятельности военного врача. Лекция для слушателей фак. подгот. врачей // Воен.-мед. акад. им. С.М. Кирова. — Л., 1983. — 24 с.
- Клиорин А. И. Биологическая эволюция и индивидуальность. Лекция. — СПб.: ВМА, 2002. — 44 с.
- Клиорин А. И., Боченков А. А., Афанасьев С. Э. О связи характерологических свойств и успешности обучения курсантов авиационного училища с типом соматической конституции // Воен.-мед. журн.. — 1993, № 9. — 68 с.

#### Учебная литература и вопросы философии в медицине
- Клиорин А. И., Покровский А. М., Литовченко В. И. Главные и вспомогательные симптомы заболевания с точки зрения математической логики. — Л.: Труды ВМА им. С.М.Кирова, 1964. — Т. 162.
- Пособие по педиатрии // Под ред. проф. А.И. Клиорина. — Л., 1976. — 188 с. — (Воен.-мед. акад. им. С.М. Кирова).
- Педиатрия. учебник // Под ред. проф. А.И. Клиорина. — Л., 1989. — 274 с. — (Воен.-мед. акад. им. С.М. Кирова).
- Жизнь без лекарств // [коллектив авторов]. — 1996. — (научно-популярная литература).
- Клиорин А. И. Гравитация, фибоначчизация и особенности организмов. / В кн.: Гармония и дисгармония в медицине. — СПб., 2004. — 45-58 с. — (Выпуск III. Санкт-Петербургский НИИ скорой помощи имени  И.И.Джанелидзе).
- Клиорин А. И., Клиорина Г. И. О необходимости введения естественных единиц измерения пространства и времени. / В кн.: Гармония и дисгармония в медицине. — СПб., 2004. — 59-69 с. — (Выпуск III. Санкт-Петербургский НИИ скорой помощи имени  И.И.Джанелидзе).
- Пропедевтика детских болезней // Под ред. проф. А. И. Клиорина. — Л.: Воен.–мед. акад.им.С. М. Кирова, 1984. — 176 с.
- Клиорин А. И. От гастроэнтерологии - к генонервизму / Фундаментальные и прикладные аспекты физиологии пищеварения и питания: Всероссийский симпозиум с международным участием, посвященный 90-летию со дня рождения академика А. М. Уголева. — СПб., 2016. — 51-53 с.
- http://oreluniver.ru/public/file/archive/3_80.pdf Архивная копия от 13 января 2019 на Wayback Machine

## Награды
- Медаль «За победу над Германией в Великой Отечественной войне 1941—1945 гг.» (1945 г.)
- Медаль «За боевые заслуги» (1953 г.)
- Медаль «В память 250-летия Ленинграда» (1957 г.)
- Медаль «За безупречную службу» (за 15 лет службы) 2 степени (1971 г.)
- Медаль «За безупречную службу» (за 20 лет службы) 1 степени (1977 г.)
- Медаль «Ветеран Вооружённых Сил СССР» (1984 г.)
- Медаль «За строительство Байкало-Амурской магистрали»
- Медаль Жукова (1996 г.)

Ещё 7 юбилейных медалей.

#### Иностранные награды
- Памятная медаль Военно-Медицинской академии[пол.] в Лодзи (Польша) — «В знак признания выдающегося вклада в развитие и деятельность академии».

## Интересные факты

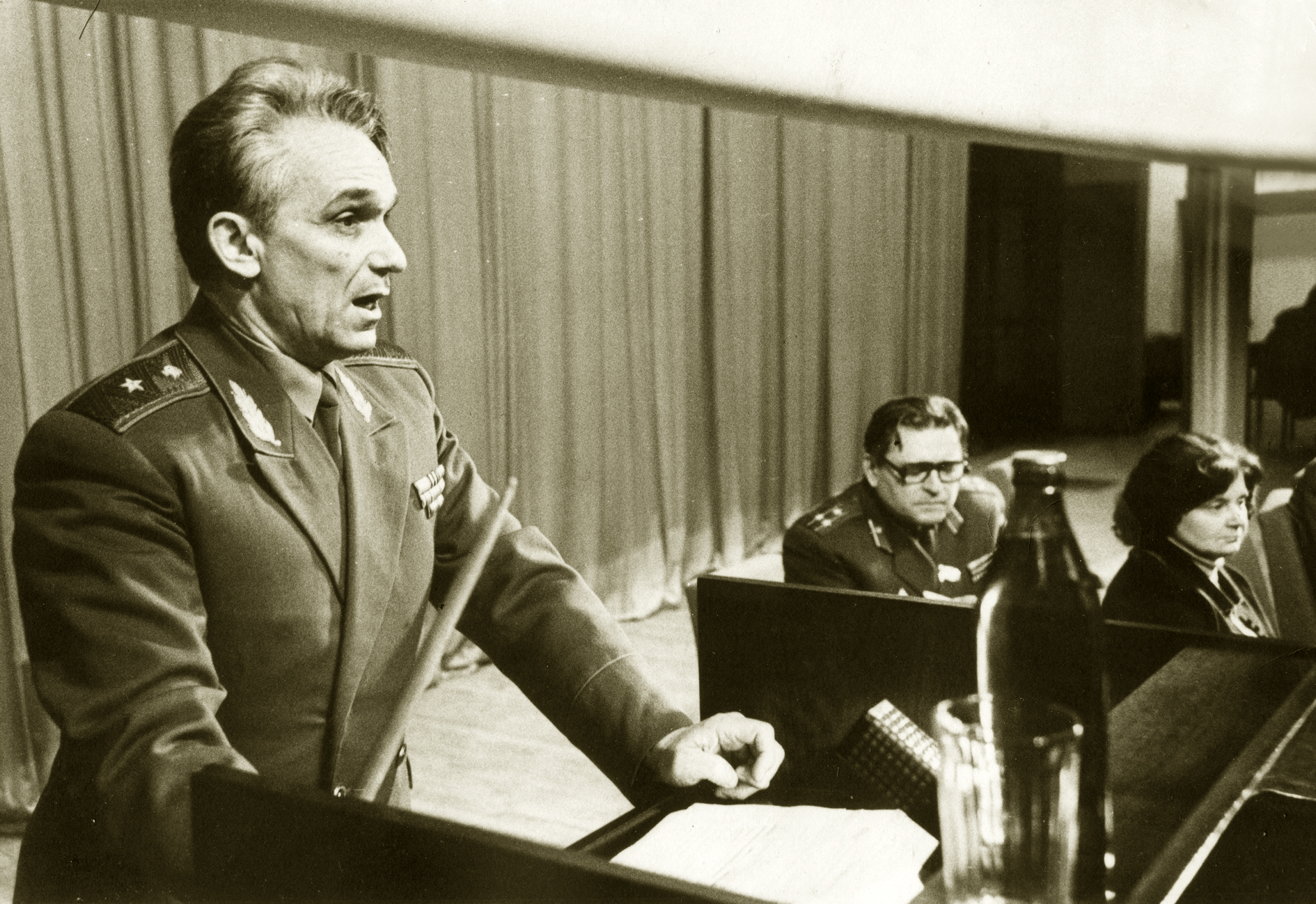
Открытие профессором А. И. Клиориным Третьего симпозиума по конституционологии. В президиуме: проф., антрополог Е. Н. Хрисанфова и проф. философии В. П. Петленко. Ленинград, 1987 г.

- В 1980-е А. И. Клиорин получил официальное предложение о сотрудничестве с Лейпцигским университетом, в те годы носившим имя Карла Маркса. Ему даже была предложена должность научного консультанта. По совету консула СССР в Лейпциге, Александр Ильич обратился с запросом в Министерство обороны СССР, но, как это нередко случалось, ответа не получил. Как выяснилось, его документы были просто утеряны в Военно-медицинском управлении. Тем временем, германская сторона успела поставить на кафедру ценное оборудование, просто под «честное слово». Нерадивость чиновников Военного ведомства поставила А. И. Клиорина в крайне неприятное положение.
- За годы службы начальником кафедры детских болезней Военно-медицинской академии А. И. Клиорин 5 раз выдвигался в члены-корреспонденты Академии медицинских наук СССР. Каждый раз положительное решение этого вопроса наталкивалось на непреодолимые препятствия со стороны московского лобби. При советской власти, особенно в 70 — 80-е годы москвичи очень неохотно делились местами в Академии.